# Landschaft der Industriekultur Nord
Das Naturschutzgroßprojekt Landschaft der Industriekultur Nord (LIK.Nord) im Saarland ist eines der fünf Gewinner des von Bundesumwelt- und Bundeslandwirtschaftsministerium geförderten Wettbewerbs „IDEE.Natur – Zukunftspreis Naturschutz“ im Jahr 2009. Erstmals seit dem Start der Förderung von Naturschutzgroßprojekten im Jahr 1979 wurde ein Projekt in einer urban-industriellen Region in dieses Förderprogramm aufgenommen.

## Projektbeschreibung

### Projektträger
Projektträger ist der im Juni 2009 gegründete Zweckverband Landschaft der Industriekultur Nord. In diesem haben sich die Gründungsmitglieder die Städte Neunkirchen und Friedrichsthal, die Gemeinden Illingen, Merchweiler, Schiffweiler und Quierschied sowie die Industriekultur Saar GmbH (IKS) am 15. Juni 2009 zusammengeschlossen. Als weiteres Mitglied ist 2014 der Landkreis Neunkirchen beigetreten. Erster Geschäftsführer des Zweckverbandes war bis Oktober 2014 Detlef Reinhard, ihm folgte Ulrich Heintz.

### Projektziel
Ziel des Projektes ist es, einen repräsentativen Mix der vielfältigen und zum Teil sehr unterschiedlichen Lebensräume der urban-industriellen Bergbaufolgelandschaft des Saarlandes und den Artenreichtum dieser Landschaft zu erhalten und weiter auszubauen und durch gezielte Steuerung für den Menschen erlebbar zu machen.

### Projektgebiet
Bei dem Projektgebiet im mittleren Saarland handelt es sich um eine typische Bergbaufolgelandschaft: kleinteilig, dicht besiedelt und von Verkehrswegen zerschnitten. Die Landschaft zeichnet sich durch ein Mosaik spezialisierter Lebensräume aus. Alte Buchenwälder prägen die Landschaft ebenso wie Bergehalden, Schlammweiher und Industriebrachen, auf denen sich spezialisierte Arten wie Wechselkröte und Gelbbauchunke angesiedelt haben. Insgesamt kommen hier nahezu 100 Rote-Liste-Arten vor. Das Kerngebiet hat eine Fläche von 2.423 Hektar und befindet sich im Saarland auf den Flächen der Städte Neunkirchen und Friedrichsthal, die Gemeinden Illingen, Merchweiler, Schiffweiler und Quierschied. Naturräume sind der Saarkohlenwald und das Prims-Blies-Hügelland.

### Förderzeitraum
- Förderphase I: 2009–2012 (Erstellung des Pflege- und Entwicklungsplan)
- Förderphase II: 2013–2024 (Umsetzung der Maßnahmen)

### Finanzvolumen
- Förderphase I: 0,828 Mio. Euro
- Förderphase II: 12,8 Mio. Euro

## Landschaftslabore und Kerngebiete

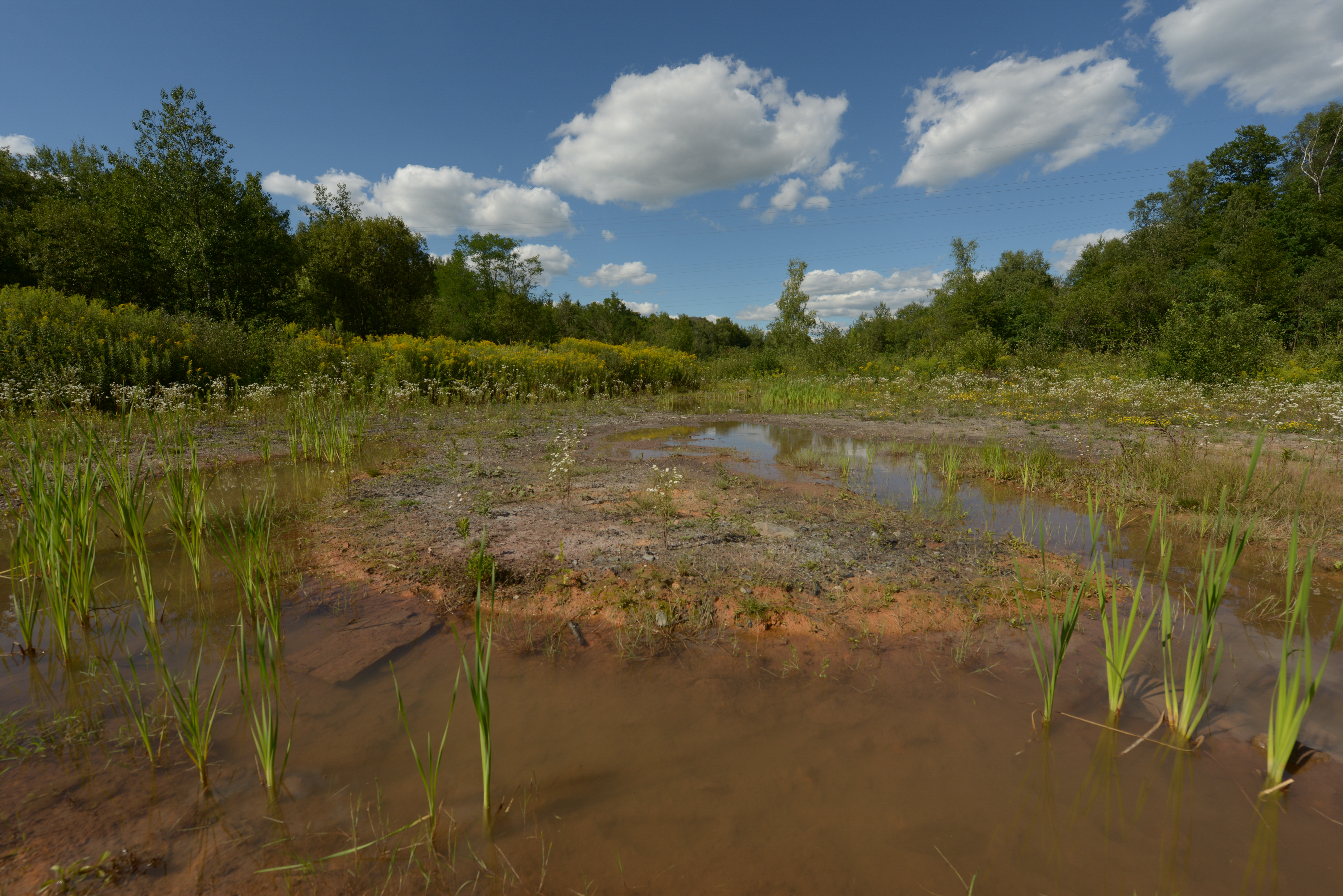
Kleingewässer im Weilerbachtal bei Weiher Nr. 5 im Landschaftslabor Bergbaufolgelandschaft

Vier themenbezogene Landschaftslabore mit ihren Kerngebieten stehen im Mittelpunkt der Förderung. Die einzelnen Maßnahmen sind im Pflege- und Entwicklungsplan zum „Naturschutzgroßvorhaben Landschaft der Industriekultur Nord“ aufgeführt.

### Landschaftslabor Bergbaufolgelandschaft
Das Landschaftslabor befindet sich auf den Flächen der Städte Neunkirchen und Friedrichsthal sowie der Gemeinden Schiffweiler, Merchweiler und Quierschied und hat eine Größe von 988 Hektar. Zu diesem Landschaftslabor gehören die Kerngebiete Nr. 3 Schafwald, Nr. 4 Saufangweiher, Nr. 5 Itzenplitz, Nr. 6 Bergbaufolgelandschaft Heinitz, Nr. 7 Weiher östlich B41, Nr. 8 AHA-Hüttenpark Neunkirchen und Halde König, Nr. 9 Ehemalige Tongrube Neunkircher Ziegelwerk, Nr. 10 Halde und Schlammweiher Kohlwald und Nr. 11 Weiher östlich Bauershaus.
Urban-industrielle Lebensräume sind im flächenmäßig größten Landschaftslabor vertreten und beherbergen auf Extremstandorten wie Halden, temporären Gewässern und Industriebrachen zahlreiche spezialisierte Arten, wie etwa Wechselkröte, Gelbbauchunke, Blauflügelige Sandschrecke, Salzbinse, Helm-Azurjungfer oder an den gefährdeten Waldrändern auch Brombeer- und Silberfleck-Perlmuttfalter. Hier sollen sowohl Sukzessionsprozesse ermöglicht als auch unterschiedliche Pionierstandorte erhalten werden. An den Schlamm- und Stauweihern sind vor allem Maßnahmen zum Rückbau sowie die Modellierung und teilweise Offenhaltung von Uferbereichen vorgesehen.
Leitart dieses Landschaftslabors ist die Gelbbauchunke.

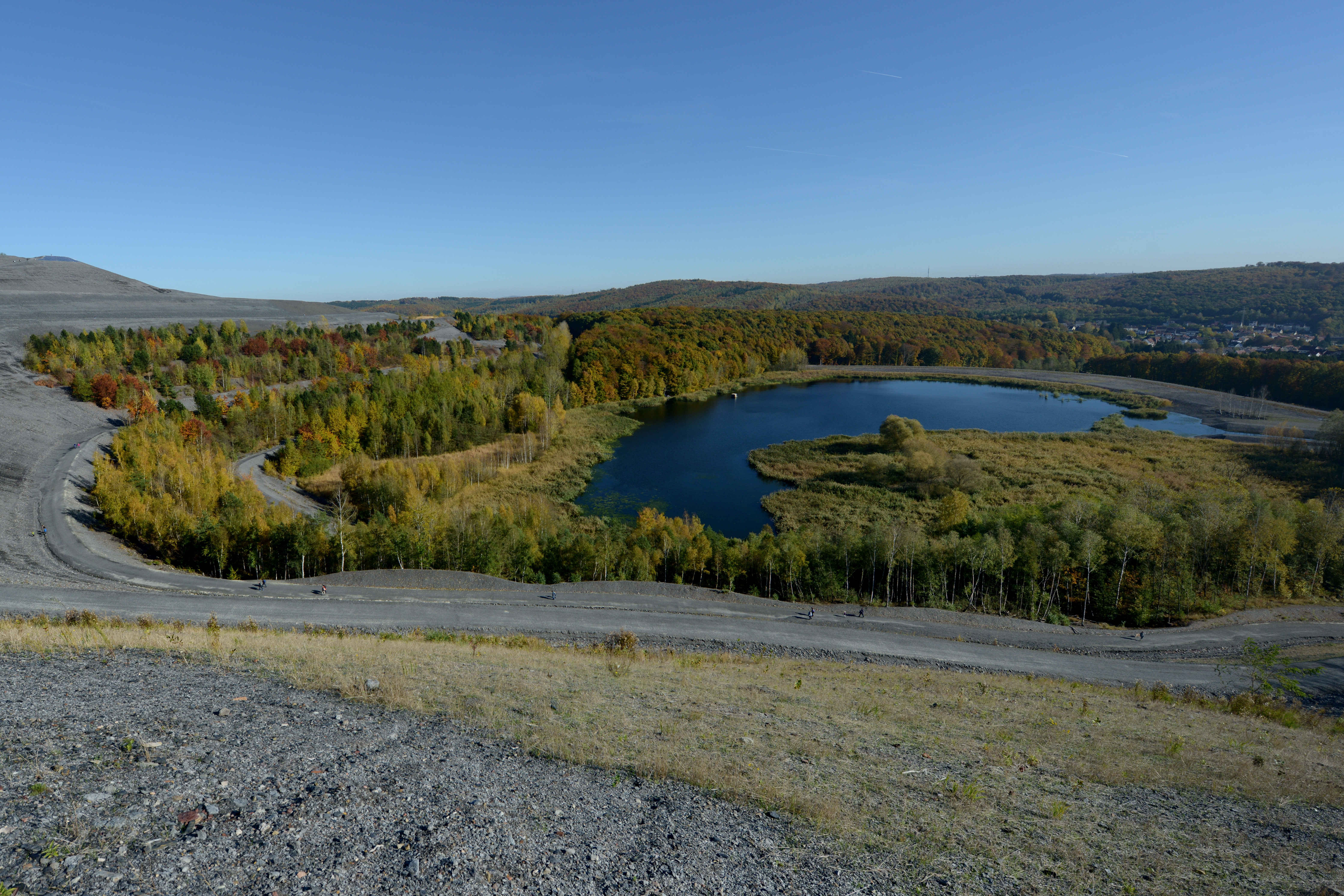
Blick von der Bergehalde Göttelborn auf den Kohlbachtalweiher im Landschaftslabor Forstwirtschaft und natürliche Prozesse

#### Maßnahmen
- Einrichtung von Flachwasserzonen in der Tongrube der Alten Ziegelei in Neunkirchen (2015).[5]
- Entnahme von Balsampappeln im Schafwald in Merchweiler. Die entstandenen Lichtinseln sollen durch extensive Schafbeweidung offen gehalten werden (2015).[6]
- Anlage eines Bohlenstegs am Weiher 5 im Weilerbachtal (2016).[7]
- Einrichtung von Flachwasserzonen am Oberen Saulkaulweiher in Sinnerthal. Die Arbeitern wurden durch Freiwillige des Bergwaldprojekts durchgeführt (2021).[8]

### Landschaftslabor Forstwirtschaft und natürliche Prozesse
Das Landschaftslabor befindet sich in Quierschied und hat eine Fläche von 757 Hektar. Zu diesem Labor gehört das Kerngebiet Nr. 1 Prozessschutzrevier Quierschied, Schlammweiher und Bergehalde Göttelborn.
Durch die Schaffung einer naturnahen Waldstruktur und eine entsprechend veränderte Bewirtschaftung durch den Staatsforstbetrieb soll die Entwicklung zu Laubwaldbeständen mit hohem Altholzanteil erfolgen und die natürlichen Prozesse im Wald möglichst wenig beeinträchtigt werden.
Leitart dieses Landschaftslabors ist der Schwarzspecht.

#### Maßnahmen
- Hölzerbachtal: Rückbau eines Forstweges auf einer Länge von 2 Kilometer in der Naturwaldzelle Hölzerbachtal, Anlage von Amphibiengewässer.[9]
- Beobachtungsplattform: Am Schlammweiher Kohlbach wurde am Westufer eine barrierefreie Beobachtungsplattform errichtet.[10]

### Landschaftslabor Vogelzug und Wilde Weiden

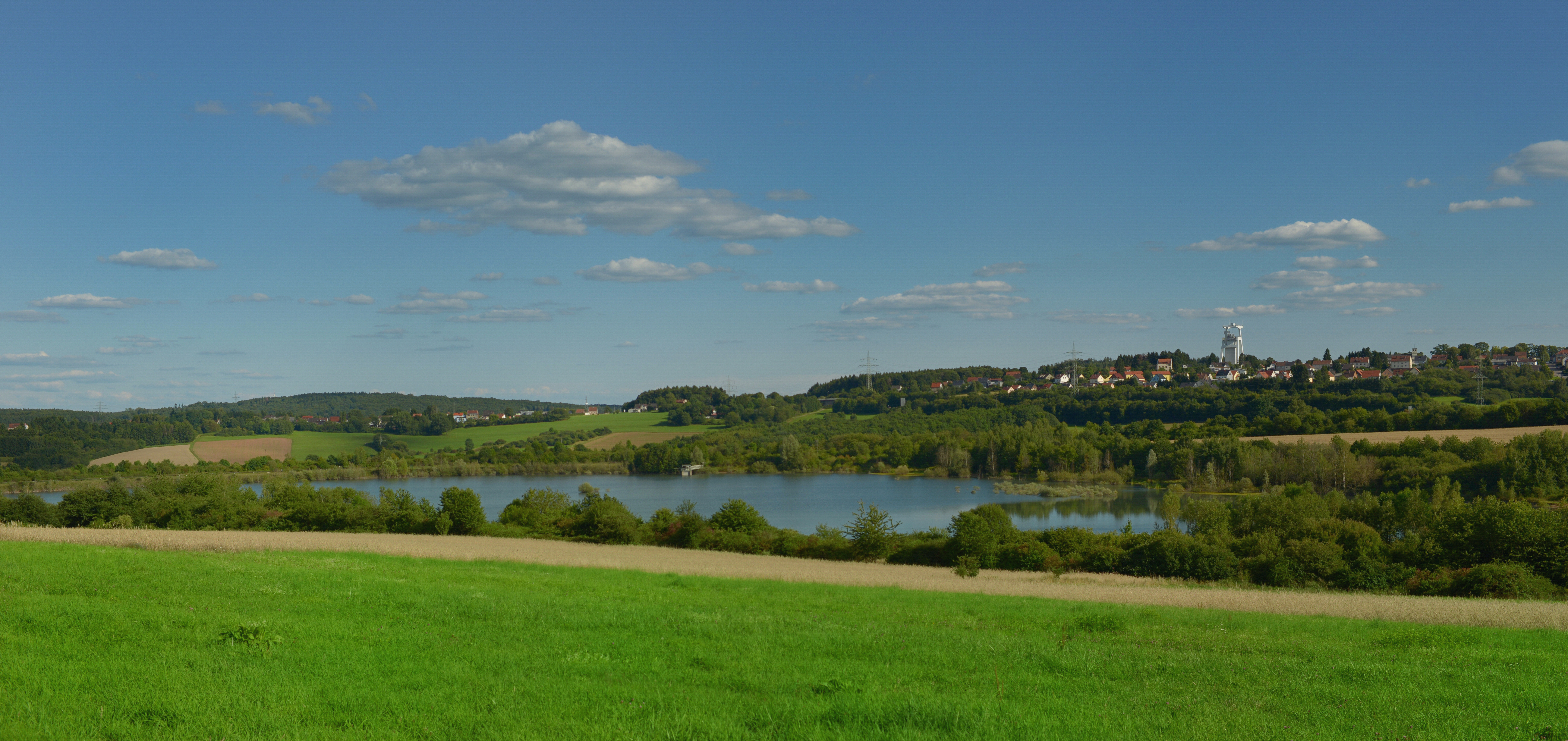
Schlammweiher Hahnwies im Landschaftslabor Vogelzug und Wilde Weiden

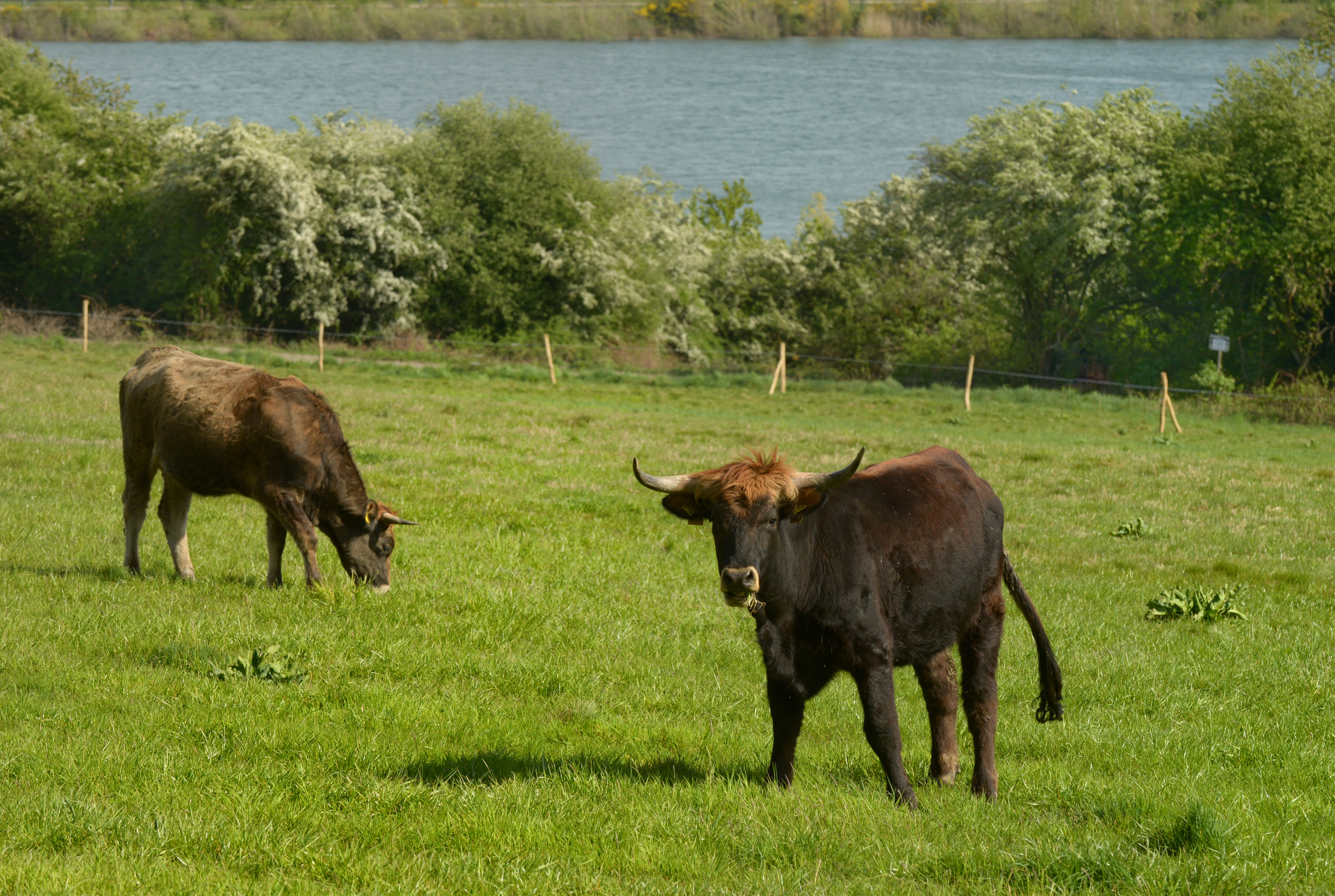
Taurusrinder am Schlammweiher Hahnwies

Das Landschaftslabor mit einer Größe von 187 Hektar befindet sich auf dem Gebiet der Gemeinden Illingen und Merchweiler im Bereich des Schlammweihers Hahnwies. Der Weiher gehörte zu der ehemaligen Grube Göttelborn. In diesem Landschaftslabor befindet sich das Kerngebiet Nr. 2 Schlammweiher Hahnwies und Umfeld.
Nach Betriebsende der Grube Göttelborn im Jahr 2000 hat sich der Schlammweiher Hahnwies zum Brutplatz vom Wasservögeln wie Haubentaucher, Blässhuhn, Teichralle und anderen entwickelt und wird während des Vogelzuges als Rastplatz genutzt. Dieser Status soll im Rahmen des Naturschutzgroßprojektes erhalten und weiter ausgebaut werden. Hierzu sind Maßnahmen wie Profilierung des Flachufers mit Kleingewässern im westlichen Bereich des Weihers, die Einebnung der vorhandenen Insel, die Auszäunung des Weihers bis auf den Dammbereich sowie die Steuerung des Wasserstandes geplant. Durch die Schaffung einer halboffenen Weidelandschaft (einschließlich Hutewald, Weidewald, Flachwasserzonen mit Zugang für Weidetiere am Weiher), extensive Weidelandschaft (Glatthaferwiesen), Offenhaltung der Dammkrone des Weihers durch den Einsatz halbwilder Rinder und Ponys (Multi-Spezies-System), Sukzession der Gehölze am Damm und Lenkung der Besucher soll sich der Schlammweiher und sein Umfeld naturnah entwickeln und die Einwanderung weiterer Arten gefördert werden (Megaherbivorenhypothese).
Leitart dieses Landschaftslabors ist der Drosselrohrsänger.

#### Maßnahmen
- Merchtal: Abriss der ehemals als „Alm“ bekannten Freizeitanlage, Beseitigung von Zaunanlagen und der standortfremden Gehölzen. Obstbäume und Solitärbäume wurden belassen.[11]
- Schlammweiher Hahnwies: Am 16. April 2020 wurden im Umfeld des Schlammweihers 13 Taurusrinder mit fünf Kälbern,[12] am 27. Mai 2020 vier Exmoor-Ponys[13] und am 6. November 2020 vier Wasserbüffel[14] zur Ganzjahers-Beweidung angesiedelt. Die Weideflächen wurden bis 2021 auf 85 Hektar erweitert.[15]

#### Vermarktung
Das Fleisch der Taurusrinder wird über den Hofladen eines nahegelegenen Bauernhofs vertrieben.

### Landschaftslabor Neuerfindung der Bergmannskuh

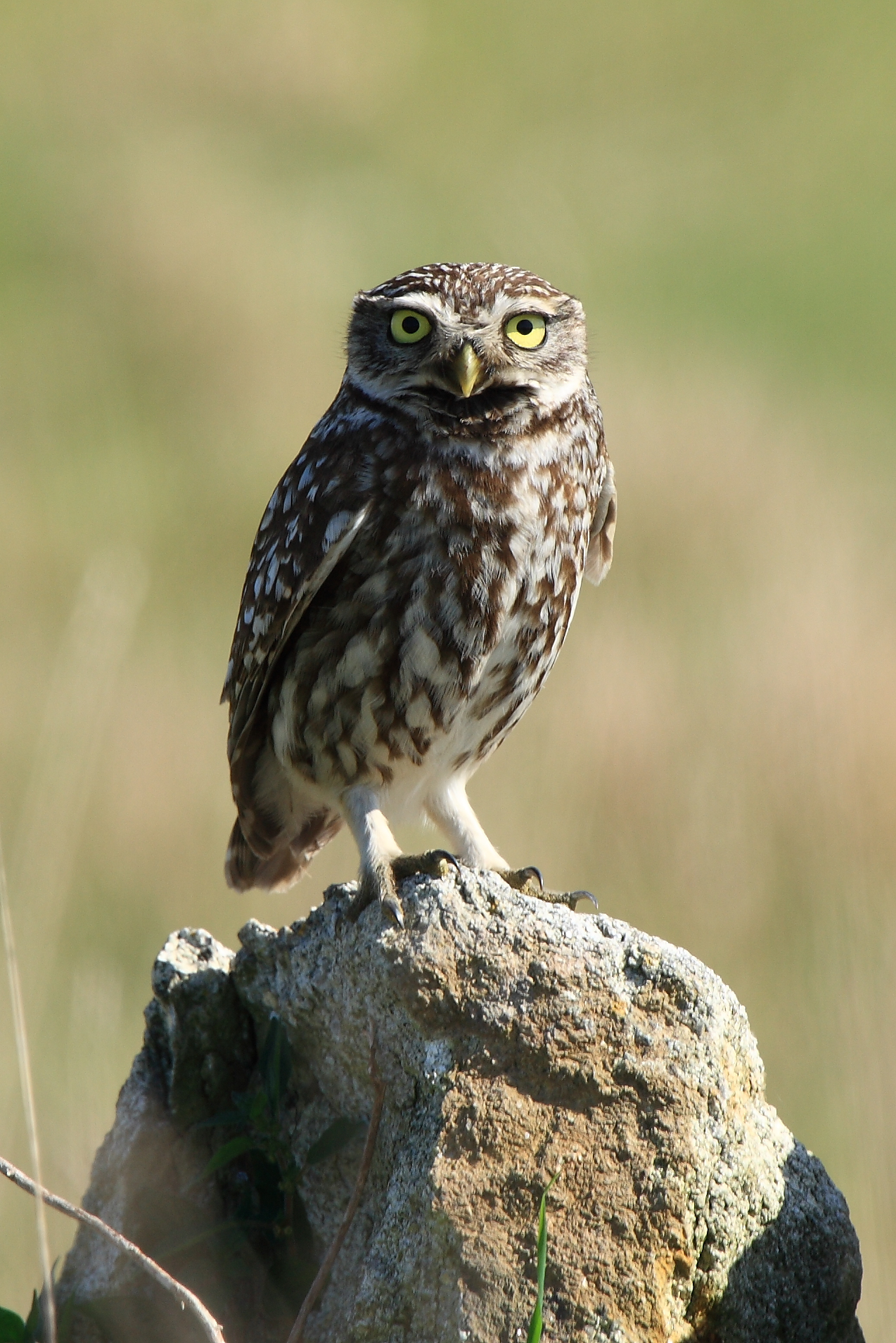
Steinkauz (Athene noctua)

Dieses Landschaftslabor liegt auf den Flächen der Gemeinden Illingen und Schiffweiler und hat eine Größe von insgesamt 424 Hektar. Zu diesem Landschaftslabor gehören die Kerngebiete Nr. 12 Graulheck und unteres Mühlbachtal, Nr. 13 Mittleres und unteres Fahrbachtal, Nr. 14 Oberes Fahrbachttal, Eisenhümes, Nr. 15 Oberes Mühlbachtal, Nr. 16 Auf der Kutt, Nr. 17 Zeisweiler Weiher und Nr. 18 Stockberg / Im Alten Roth. Als Bergmannskuh bezeichnete man im Saarland scherzhaft die Hausziege, die von vielen Bergarbeiterfamilien gehalten wurde.
Die Sicherung und Weiterentwicklung der durch das Bergarbeitertum entstandenen Agrarlandschaft einhergehend mit der Renaturierung der Fließgewässer Fahrbach, Mühlbach und Schwambach stehen im Mittelpunkt dieses Landschaftslabors. Verbuschte Flächen werden wieder geöffnet und durch den Einsatz von seltenen Haustierrassen freigehalten.
Leitart dieses Landschaftslabors ist der Neuntöter.

#### Maßnahmen
- Mühlbach: Für eine naturnahe Gestaltung und Entwicklung der Mühlbachaue wurde ein Teil des standortfremden Fichtenbestandes entnommen, um so die natürliche Wiederbewaldung mit Laubbäumen zu fördern. Ein ehemaliges Freizeitgelände wurde zurückgebaut.[17]
- Fahrbach: An einer Gewässerrampe wurde eine Umgehungsgerinne zur Verlangsamung eingebaut. Durch bauliche Maßnahmen (Steinriegel) konnte die Fließgeschwindigkeit weiter verringert werden, wodurch die Wanderung von Fischen und Kleinlebewesen möglich wird. Weiter erfolgte eine Renaturierung von Teichen (Um- und Rückbau) und die Entfernung von Einfriedungen und Gebäuden (2017).[18]
- Artenschutzprojekt Steinkauz: Im Sommer 2018 startete das Artenschutzprojekt für den Steinkauz. Hierfür wurden zunächst Bruthöhlen im Projektgebiet aufgehängt. Am 7. November 2018 wurden acht Steinkäuze im Gebiet angesiedelt. Die Eulen stammen aus dem Neunkircher Zoo, weitere Steinkauz-Ansiedlungen sind geplant. Das Projekt hat zunächst eine Laufzeit von fünf Jahren.[19] Im August 2019 wurden weitere acht Steinkäuze im Gebiet ausgewildert.[20]
- Strietberg: Am Strietberg in Schiffweiler wurde im Mai 2019 erstmals im LIK.Nord-Gebiet eine Herde Galloways angesiedelt.[21] Durch die Beweidung sollen die Flächen offen gehalten und so eine Verbuschung verhindert werden.[22]
- Anlage eines Sandariums für Wildbienen im Mühlbachtal in Schiffweiler (2021).[23]
- Weiher und Sandgrube beim Zeisweiler Hof: Aufforstungen wurden entfernt, das Ufer freigestellt, ein Flachufer hergestellt, offene Bodenstellen errichtet. Die Landschaft wird durch den Einsatz von Ziegen und Schafen offengehalten.[24]

## Entdeckerpfade und Reisewege
Entdeckerpfade dienen der Erkundung der Landschaftslabore und der Beruhigung sensibler Bereiche zum Schutz der Flora und Fauna durch Besucherlenkung. Mit Bauwerken wie z. B. eines Waldbalkons im Holzer Konglomerat oder Beobachtungstürme an dem Schlammweihern Hahnwies und Göttelborn sollen die Kerngebiete erlebbar gemacht werden.
Reisewege vernetzen die Kerngebiete und sind in erster Linie auf Radfahrer ausgelegt, schließen aber auch Wanderwege mit ein.

## Sonstiges
- Das Grundstücksmanagement für das Naturschutzgroßprojekt hat Mitte 2015 die Naturland Ökoflächen-Management GmbH (ÖFM) übernommen.[25]
- Im Juni 2019 veröffentlichte das Bundesamt für Naturschutz einen Kurzfilm über das Projekt.[26]

## Geplante Ansiedlung eines SB-Warenhauses

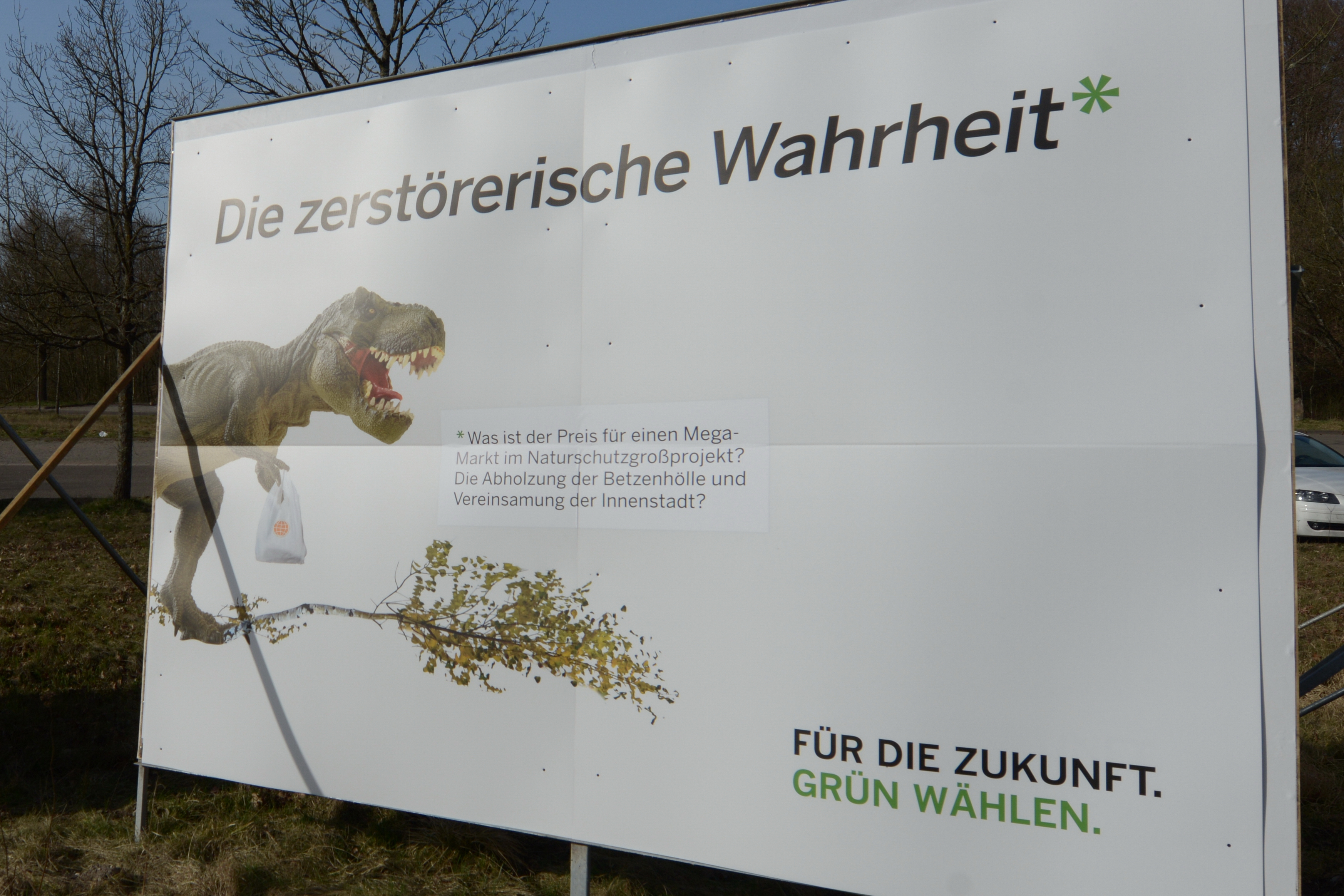
Wahlplakat zur Landtagswahl 2017 im Saarland von Bündnis 90/Die Grünen zur Ansiedlung eines SB-Warenhauses in der Betzenhölle in Neunkirchen.

Im April 2015 wurde bekannt, dass die Globus Holding den Bau eines SB-Warenhauses in Neunkirchen/Saar plant. Als möglicher Standort wurde ein Grundstück in der Betzenhölle in Neunkirchen mit direkter Autobahnanbindung in Betracht gezogen. Die Kreisstadt Neunkirchen und der Kreistag in Neunkirchen befürworteten die Ansiedlung. Da das Areal zum Kerngebiet des LIK.Nord-Projekts gehört, hätte dies zu einer Ausgliederung aus dem Projekt geführt. Kritiker dieses Vorhabens, insbesondere der damalige Illinger Bürgermeister Armin König, sahen hierdurch insgesamt die Förderung des Naturschutzgroßprojekts als gefährdet, da etwa eine Ausgliederung der Fläche vertraglich nicht vorgesehen ist. Am 22. Dezember 2016 stimmte die Verbandsversammlung des Zweckverbandes Landschaft der Industriekultur Nord der Ausgliederung der Fläche Betzenhölle mit 21 zu 9 Stimmen (bei einer Enthaltung) zu. Nach weiterem Widerstand gegen die Globusansiedlung, wie die Gründung einer Bürgerinitiative „Pro Betzenhölle“ im Januar 2017 und der weiteren öffentlichen Diskussion schaltete sich im Mai 2017 das Bundesumweltministerium in den Streit ein. Verantwortliche aus dem saarländischen Umweltministerium und des Zweckverbandes wurden Anfang Juni nach Bonn geladen. In diesem Gespräch sollte geklärt werden, ob die Mehrheit des Zweckverbandes noch hinter dem Naturschutzgroßprojekt steht. Hierüber informierte der amtierende Verbandsvorsteher Patrick Weydmann, Bürgermeister der Gemeinde Merchweiler, am 7. Juli 2017 die Mitglieder des Zweckverbandes. Bei dem Gespräch in Bonn wurde deutlich, dass eine Ausgliederung der Betzenhölle aus dem Projektgebiet eine Prüfung des Förderprogramms durch den Bundesrechnungshof zur Folge hätte. Eine Streichung der Fördergelder würde das Aus für das LIK.Nord-Projekt bedeuten. Bei den Verbandsmitgliedern herrschte Einigkeit darüber, ein solches Risiko nicht einzugehen und bedeutet somit das Aus für Globus am Standort Betzenhölle. Zuvor berichteten bereits Anfang Juni 2017 mehrere Medien über die Suche der Globus Holding in Neunkirchen nach Alternativstandorten zur Betzenhölle.